# Мишааль ибн Маджид Аль Сауд
Мишааль ибн Маджид Аль Сауд (араб. لأمير مشعل بن ماجد بن عبد العزيز آل سعود‎;  род. 1957, Эр-Рияд,Саудовская Аравия) — саудовский принц, губернатор города Джидда с 1997 по 2022 год.

## Биография
Старший сын принца Маджида, родился в 1957 году, в Эр-Рияде. Его матерью была Нуф бинт Абдалла аль-Муханна. У него есть младший брат Абдул-Азиз (род. 1960) и 5 сестёр.
В 1971 году Мишааль ибн Маджид переехал со своими родными в Джидду. Выпускник Университета короля Сауда по специальности "Бизнес и государственное управление".
С 1981 по 1997 год работал в частном секторе, а с 1997 года является губернатором города Джидда. Регулярно посещает церемонии, свадьбы и праздники.
В 2010 году торжественно открыл инвестиционное мероприятие Cityscape Jeddah 2010.
Член Совета Верности с 2007 года. Помимо этого он возглавляет Форум социального развития, направленный на улучшение уровня жизни.
Выступал против сокращения привилегий членам королевской семьи.
Женат на Аль-Джавхаре бинт Халид бин Мусаид Аль Сауд, у них 3 дочери и 1 сын. Хорошо говорит по-английски, как турист посещал Калифорнию и Флориду.